# Alansmia dependens
Alansmia dependens là một loài dương xỉ trong họ Polypodiaceae. Loài này được Baker Moguel & M. Kessler mô tả khoa học đầu tiên năm 2011.